# 야마구치 모모에
야마구치 모모에(일본어: 山口百恵, 1959년 1월 17일 ~ )는 일본의 전 가수이자 배우이다. 1972년 말, 오디션 프로그램 《스타 탄생!》에서 준우승을 차지한 후 호리 프로덕션과 계약을 맺고 이듬해인 1973년, 영화 《시집 갈 무렵》(としごろ)로 데뷔했고, 동명의 주제가를 부르며 가수 활동도 시작했다. 이후 30여개의 싱글과 15개의 영화에 출연하며 활발히 활동하다가 1980년 여러 작품에서 호흡을 맞췄던 배우 미우라 토모카즈와 결혼을 발표, 그 해 11월 19일 결혼식을 올림과 동시에 32번째 싱글인 〈이치에〉(一恵)를 마지막으로 은퇴하여 현재까지도 공개 석상에 모습을 드러내지 않고 있다. 결혼 후 남편의 성을 따라 현재의 본명은 미우라 모모에(三浦百惠)이다.

## 생애
1959년 일본 도쿄도 시부야구 에비스에서 태어났으며, 이후 가나가와현 요코하마시 및 요코스카시에서 살았던 적이 있다. 1972년 일본의 대표적 오디션 프로그램이었던 니혼 테레비의 《스타 탄생!》(スター誕生!)에서 준우승을 차지하면서, 당시 20개의 회사로부터 데뷔를 제의받았다. 이후 1973년 영화 《시집 갈 무렵》(としごろ)에 출연, 같은 제목의 노래로 데뷔했다. 당시 같은 나이였던 모리 마사코(森 昌子), 사쿠라다 준코(桜田淳子)와 함께 「꽃의 중3 트리오(花の中三トリオ:당시 중학교 3학년이면서 인기를 끌었던 3인방)」라는 이름으로 불리며 큰 인기를 끌었다.
데뷔곡인 〈시집 갈 무렵〉은 큰 인기를 끌지 못했으나, 이후 소속사와 레이블의 마케팅 전략에 따라 두 번째 싱글 〈푸른 열매〉(青い果実)로 이미지에 변화를 주기 시작한다. 당시 이 노래는 청순한 이미지의 소녀가 성관계를 묘사하는 듯한 매혹적인 가사를 노래하면서, 이른바 ‘푸른 성 노선’(青い性路線)을 따르며 큰 인기를 끌기 시작한다. 이런 ‘푸른 성 노선’은 〈어느 여름의 경험〉(ひと夏の経験)이라는 노래가 히트를 하면서 정점에 달한다. 이 노래의 히트로 그녀는 여러 상을 차지하고 NHK 홍백가합전에도 출연하게 되지만, 선정적인 가사로 인해 여러 시청자들로부터 야마구치의 방송출연 금지와 해당 곡 방송 금지를 요청하기도 할 만큼 논란에 휩싸였다.
같은 해인 1974년 영화 『伊豆の踊子(이즈의 무희)』의 여주인공을 맡으면서 그녀는 배우로서도 인정을 받게 된다. 당시 영화의 남자 주인공이었던 미우라 토모카즈(三浦友和)와는 '글리코 아몬드 초콜릿' 광고 등 여러 광고나 드라마 등에서도 같이 출연했고, 12편의 영화에서 공동 주연을 맡기도 했다.
1976년 한 해 브로마이드 판매 실적 1위를 차지하고, 1978년 NHK 홍백가합전의 홍팀(여성팀) 피날레를 사상 최연소의 나이로 장식하는 등 실로 1970년대의 일본 예능계를 대표하는 스타였으나, 1980년 3월 7일, 미우라 토모카즈와의 결혼과 함께 연예계 은퇴를 발표한다. 1980년 10월 5일 일본 무도관에서 마지막 콘서트를 개최했고, 같은 해 10월 15일 당시 소속사였던 호리프로의 20주년 기념식에서의 노래를 끝으로 완전히 은퇴했다. 약 7년 6개월여간의 짧은 연예계 생활을 마감한 그녀는, 1982년 안 루이스(アン・ルイス)의 노래를 작사한 것 이외에는 예능 활동을 하지 않고 있다.
1980년 11월 19일에 미우라 토모카즈와 결혼하여 두 아들을 얻었다. 현재 장남인 미우라 유타로(三浦祐太朗)는 록밴드 Peaky SALT에서 보컬과 기타를 담당하며 음악 활동을 하고 있으며 차남 미우라 타카히로는 영화 배우로 활동하고 있다. 그녀는 현재 도쿄도 구니타치시에 살면서 퀼트 작가로서 활동하기도 하며, 『도쿄 퀼트 페스티벌』 등에 그 작품을 전시하기도 한다.

## 예술가적 기교
미나미 사오리 등 청순하고 명랑한 분위기를 풍기며 밝은 노래를 부르는 아이돌 가수들과 달리, 성적인 표현을 암시하는 곡들을 부르며 다른 아이돌 가수들과의 이미지 차별화를 꾀했다. 특히나 인기의 절정을 달리던 때에 이르러 겨우 21세의 나이로 미련없이 은퇴를 선택, 가정 생활에만 충실하고 있다는 점 역시 인구에 자주 회자되고 있다. 야마구치 모모에의 노선을 따라 그 다음 세대인 1980년대에도 수많은 아이돌 가수들이 데뷔했는데, 이들 중 가장 직접적으로 야마구치의 노선을 물려받으며 더욱 확고히 한 가수로는 나카모리 아키나가 있다. 나카모리는 야마구치가 추구한 어른스러운 분위기를 계승하여 톱스타로서의 입지를 다지기도 하였다.

## 주요 작품

### 노래
- としごろ (시집 갈 무렵, 1973년)
- 青い果実 (푸른 열매, 1974년)
- ひと夏の経験 (어느 여름의 경험, 1974년)
- 冬の色 (겨울색, 1974년)
- 横須賀ストーリー (요코스카 스토리, 1976년)
- 夢先案内人 (꿈의 안내인, 1977년)
- イミテイション・ゴールド (이미테이션 골드, 1977년)
- 秋桜 (코스모스, 1977년)
- プレイバックPart2 (플레이 백 Part 2, 1978년)
- いい日旅立ち (좋은 날 떠나는 여행, 1978년)
- 愛染橋 (아이젠 다리, 1979년)
- 一恵 (이치에, 1980년) - 야마구치 모모에 본인 작사(펜네임 横須賀 恵), 결혼식 당일에 발표한 싱글.

이외 다수.

### 영화
- としごろ (시집 갈 무렵, 1973년)
- 伊豆の踊子 (이즈의 무희, 1974년)
- 春琴抄 (춘금묘, 1976년)
- 古都 (고도, 1980년)

이외 다수.

### 드라마
- 顔で笑って (얼굴로 웃어 줘, TBS, 1973년~1974년)
- 灯のうるむ頃 (불빛이 흐려질 무렵, NHK, 1974년)
- 赤い迷路 (붉은 미로, TBS, 1974년~1975년, '붉은(赤い~)' 시리즈 제1탄)
- 風が燃えた (바람이 불탔다, TBS, 1978년)
- 赤い死線 (붉은 사선, TBS, 1980년)

이외 다수.

### 자서전
- 蒼い時(푸르른 때, 슈에이샤, 1980년)

## 기타
- 중국 출신 싱가포르의 여배우 궁리(공리)가 '야마구치 모모에는 나의 우상'이라고 한 적이 있다.
- 홍콩 출신 영화배우 겸 가수 장국영과 매염방은 모모에의 노래를 리메이크 한 적이 있다.